# Cristianesimo in Nigeria
Il cristianesimo in Nigeria è la seconda religione del Paese. Secondo stime che si riferiscono al 2018, la maggioranza della popolazione nigeriana (circa il 53%) è di religione islamica. I cristiani rappresentano circa il 46% della popolazione: di essi, il 35% circa sono protestanti e l'11% circa sono cattolici. I musulmani sono presenti soprattutto nel nord del Paese, i cristiani nel sud. La costituzione della Nigeria sancisce l'uguaglianza delle religioni e stabilisce che né il governo federale né i governi dei singoli stati possono proclamare una religione come religione di stato. La costituzione sancisce la libertà religiosa, che comprende la possibilità di propagandare la propria religione e di cambiare il proprio credo religioso. I matrimoni interreligiosi sono ammessi. La costituzione concede ai singoli stati la possibilità di adottare la Shari'a, ma solo per le questioni civili; alcuni stati hanno limitato la competenza dei tribunali religiosi ai casi in cui entrambi i contendenti sono musulmani. Le organizzazioni religiose sono obbligate a registrarsi se vogliono costruire luoghi di culto o ricevere esenzioni fiscali. La costituzione stabilisce che nelle scuole pubbliche gli studenti non possono essere obbligati a ricevere un'istruzione religiosa diversa dal proprio credo religioso; diversi stati danno la possibilità agli studenti di richiedere un insegnante religioso della propria fede.

## Confessioni cristiane presenti

### Chiesa cattolica
La Chiesa cattolica in Nigeria fa parte della Chiesa cattolica mondiale, sotto la guida spirituale del Papa a Roma. Dal punto di vista territoriale, la Chiesa cattolica è organizzata con 9 sedi metropolitane e 47 diocesi suffraganee.

### Protestantesimo
Tra le denominazioni protestanti più importanti presenti attualmente in Nigeria si possono citare:
- Chiesa della Nigeria: fa parte della Comunione Anglicana: è la maggiore Chiesa della Nigeria e conta circa 20.000.000 di membri;[4]
- Chiesa evangelica "Winning All": di tendenza evangelicale, conta circa 10.000.000 di membri ed è una delle maggiori denominazioni cristiane della Nigeria;[5]
- Chiesa apostolica della Nigeria: espressione del movimento pentecostale, conta circa 4.500.000 membri;
- Assemblee di Dio in Nigeria: espressione del movimento delle Assemblee di Dio, conta circa 3.600.000 membri;
- Chiesa presbiteriana della Nigeria: espressione del movimento presbiteriano, conta circa 3.800.000 membri;[6]
- Convenzione battista nigeriana: espressione del movimento battista, conta più di 3.000.000 di membri battezzati;[7]
- Chiesa luterana di Cristo in Nigeria: espressione del luteranesimo, conta circa 2.200.000 membri;
- Chiesa metodista della Nigeria: espressione del movimento metodista, conta circa 2.000.000 di membri;
- Chiesa avventista del settimo giorno in Nigeria: affiliata alla Chiesa cristiana avventista del settimo giorno, conta circa 280.000 membri.